# Stephan Eberharter
Stephan Eberharter (n. 24 martie 1969, Brixlegg, Tirol, Austria) este un schior alpin ce a reprezentat Austria, medaliat olimpic. A participat la 3 ediții ale Jocurilor Olimpice (1992, 1998, 2002) în care a câștigat o medalie de aur, două medalii de argint și o medalie de bronz.